# Wagging Tongue
Wagging Tongue è un singolo del gruppo musicale britannico Depeche Mode, pubblicato il 9 giugno 2023 come terzo estratto dal quindicesimo album in studio Memento mori.

## Descrizione
Seconda traccia dell'album, si tratta di uno dei pochi nella discografia del gruppo ad essere stato scritto unicamente dal duo Dave Gahan e Martin Gore e presenta sintetizzatori di ispirazione new age che la critica specializzata ha accostato ai primi lavori dei Depeche Mode.

## Video musicale
Il video, diretto da The Sacred Egg, è stato reso disponibile il 24 maggio 2023 attraverso il canale YouTube del duo e mostra una giovane coppia recarsi presso un villaggio dove assistono a un rituale surreale, a cui prendono parte anche gli stessi Gahan e Gore.

## Tracce
Testi e musiche di Dave Gahan e Martin L. Gore.
Download digitale – 1ª versione
1. Wagging Tongue (Kid Moxie Remix) – 4:06
2. Wagging Tongue (Wet Leg Remix) – 4:38
3. Wagging Tongue (Edu Imbernon & Clemente 'Imbermind' Vision) – 5:24
4. Wagging Tongue (Daniel Avery Remix) – 4:30
5. Wagging Tongue (Henning Baer Remix) – 4:51
6. Wagging Tongue (Hawtin Gaiser Remix) – 6:35
7. Wagging Tongue (Gabe Gurnsey Remix) – 5:49
8. Wagging Tongue (Kiimi's Enjoy the Ride Dub Remix) – 5:44

Download digitale – 2ª versione
1. Wagging Tongue (Kid Moxie Remix) – 4:06
2. Wagging Tongue (Wet Leg Remix) – 4:38
3. Wagging Tongue (Edu Imbernon & Clemente 'Imbermind' Vision) – 5:24
4. Wagging Tongue (Daniel Avery Remix) – 4:30
5. Wagging Tongue (Henning Baer Remix) – 4:51
6. Wagging Tongue (Hawtin Gaiser Remix) – 6:35
7. Wagging Tongue (Gabe Gurnsey Remix) – 5:49
8. Wagging Tongue (Decius Remix) – 6:28
9. Wagging Tongue (Kiimi's Enjoy the Ride Dub Remix) – 5:44

12" – Remixes
- Lato A

1. Wagging Tongue (Hawtin Gaiser Remix) – 6:35

- Lato B

1. Wagging Tongue (Daniel Avery Remix) – 4:30
2. Wagging Tongue (Henning Baer Remix) – 4:51

## Formazione
Hanno partecipato alle registrazioni, secondo le note di copertina di Memento mori:
Gruppo
- Dave Gahan – voce principale
- Martin Gore – strumentazione, voce

Altri musicisti
- Marta Salogni – programmazione aggiuntiva
- James Ford – sintetizzatore, programmazione, pianoforte, chitarra, basso e pedal steel guitar aggiuntivi, batteria, percussioni
- Davide Rossi – arrangiamento strumenti ad arco, violino, violoncello
- Luanne Homzy – violino
- Desiree Hazley – violino

Produzione
- James Ford – produzione
- Marta Salogni – ingegneria del suono, missaggio
- Gregg White – assistenza tecnica (Shangri-La)
- Adrian Hierholzer – registrazione aggiuntiva della voce (Blanco Studio)
- Francine Perry – assistenza al missaggio
- Grace Banks – assistenza al missaggio
- Matt Colton – mastering

## Date di pubblicazione
| Paese                 | Data di pubblicazione | Formato                                    | Note  |
| --------------------- | --------------------- | ------------------------------------------ | ----- |
| Italia                | 9 giugno 2023         | Airplay                                    | [ 4 ] |
| Stati Uniti d'America | 12 giugno 2023        | Airplay                                    | [ 5 ] |
| Mondo                 | 7 luglio 2023         | Download digitale, streaming (1ª versione) | [ 6 ] |
| Mondo                 | 10 luglio 2023        | Download digitale, streaming (2ª versione) | [ 7 ] |
| Mondo                 | 15 dicembre 2023      | 12" – Remixes                              | [ 8 ] |